# Список Героев Советского Союза (Шабалин — Шевелёв)
В настоящем списке представлены в алфавитном порядке все Герои Советского Союза, чьи фамилии начинаются с буквы «Ш» (всего 456 человек, из них пять удостоены звания дважды). Список содержит даты Указов Президиума Верховного Совета СССР о присвоении звания, информацию о роде войск, должности и воинском звании Героев на дату представления к присвоению звания Героя Советского Союза, годах их жизни.
Ударения в фамилиях Героев приведены по книге «Герои Советского Союза: Краткий биографический словарь / Пред. ред. коллегии И. Н. Шкадов. — М.: Воениздат, 1988. — Т. 2 /Любов — Ящук/. — 863 с. — 100 000 экз. — ISBN 5-203-00536-2.».
- Персиковым цветом  в таблице выделены Герои, удостоенные звания дважды и более раз.
- Серым цветом  в таблице выделены Герои, представленные к званию посмертно.

| Навигационная таблица | Навигационная таблица              |
| --------------------- | ---------------------------------- |
| «Ш»                   | Шабалин Александр — Шевелёв Виктор |
| «Ш»                   | Шевелёв Марк — Шишкин Михаил       |
| «Ш»                   | Шишкин Николай — Шушин Иван        |

| № п/п | Фамилия Имя Отчество                                                                                | Дата Указа            | Род войск    | Должность | Звание                         | Годы жизни              | БС ГС НЛ                        |
| ----- | --------------------------------------------------------------------------------------------------- | --------------------- | ------------ | --- | ------------------------------ | ----------------------- | ------------------------------- |
| 1     | Шаба́лин Александр Осипович                                                                          | 22.02.1944 05.11.1944 | морской флот | командир торпедного катера 1-го отдельного дивизиона торпедных катеров Охраны водного района Главной базы Северного флота командир отряда катеров 1-го дивизиона торпедных катеров бригады торпедных катеров Северного флота | капитан-лейтенант              | 04.11.1914 — 16.01.1982 | [ БС 1 ] [ ГС 1 ] [ НЛ 1 ]      |
| 2     | Шаба́лин Борис Сергеевич                                                                             | 24.03.1945            | танкист      | командир танковой роты 25-й танковой бригады 29-го танкового корпуса 5-й гвардейской танковой армии 1-го Прибалтийского фронта                                                                                               | старший лейтенант              | 02.01.1916 — 24.09.1962 | [ БС 1 ] [ ГС 2 ] [ НЛ 2 ]      |
| 3     | Шаба́лин Владимир Игнатович                                                                          | 17.10.1943            | пехота       | разведчик взвода пешей разведки 212-го гвардейского стрелкового полка 75-й гвардейской стрелковой дивизии 60-й армии Центрального фронта                                                                                     | гвардии младший сержант        | 01.01.1925 — 23.09.1943 | [ БС 1 ] [ ГС 3 ] [ НЛ 3 ]      |
| 4     | Шаба́н Борис Тарасович бел. Шабан Барыс Тарасавіч                                                    | 24.12.1943            | артиллерия   | командир батареи 139-го миномётного полка 1-й миномётной бригады 5-й артиллерийской дивизии 4-го артиллерийского корпуса прорыва 61-й армии Центрального фронта                                                              | старший лейтенант              | 22.05.1923 — 29.09.2005 | [ БС 1 ] [ ГС 4 ] [ НЛ 4 ]      |
| 5     | Шаба́н Казимир Аркадьевич бел. Шабан Казімір Аркадзевіч                                              | 02.08.1944            | авиация      | лётчик 809-го штурмового авиационного полка 264-й штурмовой авиационной дивизии 5-го штурмового авиационного корпуса 2-й воздушной армии 1-го Украинского фронта                                                             | старший лейтенант              | 22.06.1922 — 09.07.1945 | [ БС 1 ] [ ГС 5 ] [ НЛ 5 ]      |
| 6     | Шаба́нов Василий Прокофьевич укр. Шабанов Василь Прокопович                                          | 17.10.1943            | пехота       | командир 383-го стрелкового полка 121-й стрелковой дивизии 60-й армии Центрального фронта | подполковник                   | 24.03.1905 — 20.01.1963 | [ БС 2 ] [ ГС 6 ] [ НЛ 6 ]      |
| 7     | Шаба́нов Иван Герасимович                                                                            | 13.09.1944            | артиллерия   | командир орудия батареи 122-мм гаубиц 7-го гвардейского воздушно-десантного артиллерийского полка 9-й гвардейской воздушно-десантной дивизии 5-й гвардейской армии 2-го Украинского фронта                                   | гвардии старшина               | 29.08.1911 — 10.01.1944 | [ БС 3 ] [ ГС 7 ] [ НЛ 7 ]      |
| 8     | Шабашо́в Фёдор Филиппович                                                                            | 24.03.1945            | пехота       | наводчик противотанкового ружья взвода противотанковых ружей 924-го стрелкового полка 252-й стрелковой дивизии 4-й гвардейской армии 2-го Украинского фронта                                                                 | красноармеец                   | 24.08.1914 — 05.10.1992 | [ БС 3 ] [ ГС 8 ] [ НЛ 8 ]      |
| 9     | Шабе́льник Виктор Иванович укр. Шабельник Віктор Іванович                                            | 15.05.1946            | кавалерия    | командир сабельного взвода 50-го гвардейского кавалерийского полка 13-й гвардейской кавалерийской дивизии 6-го гвардейского кавалерийского корпуса 2-го Украинского фронта                                                   | гвардии лейтенант              | 17.06.1924 — 06.07.1995 | [ БС 3 ] [ ГС 9 ] [ НЛ 9 ]      |
| 10    | Шабе́льников Иван Сергеевич                                                                          | 23.02.1945            | авиация      | командир звена 6-го отдельного гвардейского штурмового авиационного полка 3-й воздушной армии 1-го Прибалтийского фронта | гвардии старший лейтенант      | 24.03.1917 — 01.10.1947 | [ БС 3 ] [ ГС 10 ] [ НЛ 10 ]    |
| 11    | Шабу́нин Иван Васильевич                                                                             | 24.03.1945            | пехота       | командир отделения 95-го стрелкового полка 14-й стрелковой дивизии 14-й армии Карельского фронта | сержант                        | 06.11.1917 — 29.01.1978 | [ БС 3 ] [ ГС 11 ] [ НЛ 11 ]    |
| 12    | Шабу́ров Валентин Иванович                                                                           | 15.05.1946            | пехота       | командир взвода 990-го стрелкового полка 230-й стрелковой дивизии 5-й ударной армии 1-го Белорусского фронта | лейтенант                      | 15.10.1923 — 01.06.2003 | [ БС 3 ] [ ГС 12 ] [ НЛ 12 ]    |
| 13    | Шавкуно́в Егор Иванович                                                                              | 24.03.1945            | инженер      | сапёр 195-го отдельного сапёрного батальона 139-й стрелковой дивизии 50-й армии 2-го Белорусского фронта | красноармеец                   | 09.08.1913 — 23.08.1944 | [ БС 3 ] [ ГС 13 ] [ НЛ 13 ]    |
| 14    | Шаву́рин Пётр Иванович                                                                               | 14.02.1943            | авиация      | заместитель командира эскадрильи 910-го истребительного авиационного полка особого назначения 101-й истребительной авиационной дивизии Воронежско-Борисоглебского дивизионного района ПВО                                    | старший лейтенант              | 23.04.1918 — 09.10.2002 | [ БС 4 ] [ ГС 14 ] [ НЛ 14 ]    |
| 15    | Шагале́ев Фарит Султанович тат. Шагалеев Фәрит Султан улы                                            | 08.04.1982            | авиация      | командир 23-й отдельной авиационной вертолётной эскадрильи пограничных войск Комитета государственной безопасности СССР | подполковник                   | 08.02.1947 — 10.06.2014 | ——                              |
| 16    | Шага́лов Анатолий Валерианович                                                                       | 24.03.1945            | пехота       | знаменосец 403-го стрелкового полка 145-й стрелковой дивизии 1-го стрелкового корпуса 43-й армии 1-го Прибалтийского фронта                                                                                                  | красноармеец                   | 15.07.1924 — 15.07.1944 | [ БС 5 ] [ ГС 16 ] [ НЛ 15 ]    |
| 17    | Шагвале́ев Галимзян Нургаязович тат. Шаһвәлиев Галимҗан Нургаяз улы                                  | 24.03.1945            | инженер      | командир отделения 44-го отдельного моторизованного понтонно-мостового батальона 2-й понтонно-мостовой бригады РГК в составе 46-й армии 2-го Украинского фронта                                                              | ефрейтор                       | 23.12.1919 — 24.05.1982 | [ БС 5 ] [ ГС 17 ] [ НЛ 16 ]    |
| 18    | Шагиев Абдулла Файзурахманович тат. Шаһиев Абдулла Фәйзрахман улы                                   | 15.01.1944            | кавалерия    | пулемётчик 58-го гвардейского кавалерийского полка 16-й гвардейской кавалерийской дивизии 7-го гвардейского кавалерийского корпуса Белорусского фронта                                                                       | гвардии сержант                | 23.02.1907 — 04.05.1993 | [ БС 6 ] [ ГС 18 ] [ НЛ 17 ]    |
| 19    | Ша́дрин Геннадий Алексеевич                                                                          | 29.06.1945            | авиация      | командир эскадрильи 117-го гвардейского истребительного авиационного полка 236-й истребительной авиационной дивизии 17-й воздушной армии 3-го Украинского фронта                                                             | гвардии майор                  | 15.03.1922 — 04.11.1999 | [ БС 5 ] [ ГС 19 ] [ НЛ 18 ]    |
| 20    | Ша́дрин Иван Демидович                                                                               | 21.07.1942            | пехота       | стрелок 1075-го стрелкового полка 316-й стрелковой дивизии 16-й армии Западного фронта | красноармеец                   | 17.06.1913 — 21.10.1985 | [ БС 5 ] [ ГС 20 ] [ НЛ 19 ]    |
| 21    | Шаи́мов Шади (Шаимов Шады) узб. Shoimov Shodi                                                        | 24.03.1945            | пехота       | автоматчик 1266-го стрелкового полка 385-й стрелковой дивизии 50-й армии 2-го Белорусского фронта | красноармеец                   | 1925 — 28.06.1944       | [ БС 5 ] [ ГС 21 ] [ НЛ 20 ]    |
| 22    | Ша́йкин Павел Кондратьевич                                                                           | 24.03.1945            | пехота       | командир батальона 1208-го стрелкового полка 362-й стрелковой дивизии 33-й армии 1-го Белорусского фронта | майор                          | 25.01.1914 — 15.09.1989 | [ БС 5 ] [ ГС 22 ] [ НЛ 21 ]    |
| 23    | Шаймарда́нов Закий Шаймарданович тат. Шәймәрданов Зәки Шәймәрдан улы                                 | 13.09.1944            | артиллерия   | наводчик орудия 32-го гвардейского артиллерийского полка 13-й гвардейской стрелковой дивизии 5-й гвардейской армии 2-го Украинского фронта                                                                                   | гвардии сержант                | 13.07.1923 — 29.01.1967 | [ БС 5 ] [ ГС 23 ] [ НЛ 22 ]    |
| 24    | Шайхутди́нов Гимай Фасхутдинович баш. Шәйхетдинов Ғимай Фәсхетдин улы                                | 13.09.1944            | артиллерия   | командир батареи 89-го гвардейского артиллерийского полка 41-й гвардейской стрелковой дивизии 4-й гвардейской армии 2-го Украинского фронта                                                                                  | гвардии лейтенант              | 21.06.1913 — 06.09.1952 | [ БС 7 ] [ ГС 24 ] [ НЛ 23 ]    |
| 25    | Шаке́нов Кенжибек Шакенович каз. Шәкенов Кенжебек                                                    | 22.02.1944            | пехота       | пулемётчик 184-го гвардейского стрелкового полка 62-й гвардейской стрелковой дивизии 37-й армии Степного фронта | гвардии красноармеец           | 22.02.1924 — 30.12.2001 | [ БС 8 ] [ ГС 25 ] [ НЛ 24 ]    |
| 26    | Шаки́ров Астанакул (Шакиров Астанкул) каз. Шәкіров Астанқұл                                          | 24.03.1945            | пехота       | разведчик взвода пешей разведки 75-го гвардейского стрелкового полка 26-й гвардейской стрелковой дивизии 11-й гвардейской армии 3-го Белорусского фронта                                                                     | гвардии красноармеец           | 01.04.1922 — 11.01.1945 | [ БС 8 ] [ ГС 26 ] [ НЛ 25 ]    |
| 27    | Шаки́ров Саду каз. Шәкіров Сәду                                                                      | 30.10.1943            | пехота       | стрелок 188-го стрелкового полка 106-й стрелковой дивизии 65-й армии Центрального фронта | красноармеец                   | 20.10.1922 — 10.04.1977 | [ БС 8 ] [ ГС 27 ] [ НЛ 26 ]    |
| 28    | Шаки́ров Ульмас Шакирович                                                                            | 22.07.1944            | пехота       | помощник командира взвода 259-го стрелкового полка 179-й стрелковой дивизии 43-й армии 1-го Прибалтийского фронта | старший сержант                | 20.12.1922 — 20.08.1998 | [ БС 8 ] [ ГС 28 ] [ НЛ 27 ]    |
| 29    | Шаку́рин Пётр Степанович                                                                             | 27.06.1945            | авиация      | командир эскадрильи 155-го гвардейского штурмового авиационного полка 9-й гвардейской штурмовой авиационной дивизии 1-го гвардейского штурмового авиационного корпуса 2-й воздушной армии 1-го Украинского фронта            | гвардии капитан                | 20.03.1918 — 09.06.1984 | [ БС 8 ] [ ГС 29 ] [ НЛ 28 ]    |
| 30    | Шаку́ров Яков Савельевич (Шакуров Якуб Салахович) тат. Шәкүров Якуб Салах улы                        | 24.03.1945            | пехота       | стрелок 375-го стрелкового полка 219-й стрелковой дивизии 3-й ударной армии 2-го Прибалтийского фронта | красноармеец                   | 30.07.1912 — 19.07.1944 | [ БС 9 ] [ ГС 30 ] [ НЛ 29 ]    |
| 31    | Шакшу́ев Фёдор Михайлович                                                                            | 22.02.1944            | пехота       | стрелок 182-го гвардейского стрелкового полка 62-й гвардейской стрелковой дивизии 37-й армии Степного фронта | гвардии красноармеец           | 14.10.1925 — 16.08.2007 | [ БС 10 ] [ ГС 31 ] [ НЛ 30 ]   |
| 32    | Шала́ндин Вальдемар Сергеевич                                                                        | 10.01.1944            | танкист      | командир танкового взвода 1-й гвардейской танковой бригады 1-й гвардейской танковой армии Воронежского фронта | гвардии лейтенант              | 12.12.1924 — 06.07.1943 | [ БС 10 ] [ ГС 32 ] [ НЛ 31 ]   |
| 33    | Шалашко́в Николай Ильич                                                                              | 17.10.1943            | инженер      | сапёр 553-го отдельного сапёрного батальона 226-й стрелковой дивизии 60-й армии Центрального фронта | ефрейтор                       | 26.11.1920 — 24.11.1943 | [ БС 10 ] [ ГС 33 ] [ НЛ 32 ]   |
| 34    | Шалжия́н Михаил Михайлович арм. Շալջյան Միհրան                                                       | 27.06.1945            | пехота       | командир отделения 22-й гвардейской мотострелковой бригады 6-го гвардейского танкового корпуса 3-й гвардейской танковой армии 1-го Украинского фронта                                                                        | гвардии сержант                | 25.07.1924 — 04.04.2004 | [ БС 10 ] [ ГС 34 ] [ НЛ 33 ]   |
| 35    | Шали́мов Алексей Алексеевич                                                                          | 24.12.1943            | артиллерия   | командир 1177-го истребительно-противотанкового артиллерийского полка 7-й гвардейской истребительно-противотанковой артиллерийской бригады РГК в составе 47-й армии Воронежского фронта                                      | майор                          | 13.03.1913 — 02.10.1943 | [ БС 10 ] [ ГС 35 ] [ НЛ 34 ]   |
| 36    | Шали́мов Василий Поликарпович                                                                        | 31.05.1945            | пехота       | командир пулемётного взвода 33-й гвардейской мотострелковой бригады 9-го гвардейского танкового корпуса 2-й гвардейской танковой армии 1-го Белорусского фронта                                                              | гвардии лейтенант              | 07.01.1923 — 15.06.1981 | [ БС 10 ] [ ГС 36 ] [ НЛ 35 ]   |
| 37    | Шали́мов Владимир Егорович                                                                           | 10.02.1943            | авиация      | командир 15-го гвардейского штурмового авиационного полка ВВС 23-й армии Ленинградского фронта | гвардии майор                  | 08.08.1908 — 23.07.1942 | [ БС 10 ] [ ГС 37 ] [ НЛ 36 ]   |
| 38    | Шали́мов Владимир Фёдорович                                                                          | 23.02.1945            | авиация      | заместитель начальника штаба по разведке и аэрофотослужбе 13-го отдельного разведывательного авиационного полка 13-й воздушной армии Ленинградского фронта                                                                   | капитан                        | 24.09.1921 — 15.06.2001 | [ БС 11 ] [ ГС 38 ] [ НЛ 37 ]   |
| 39    | Шали́мов Николай Дмитриевич                                                                          | 13.09.1944            | пехота       | командир отделения мотострелкового батальона 2-й механизированной бригады 5-го механизированного корпуса 6-й танковой армии 2-го Украинского фронта                                                                          | сержант                        | 25.05.1925 — 28.04.1960 | [ БС 12 ] [ ГС 39 ] [ НЛ 38 ]   |
| 40    | Шалы́гин Сергей Андреевич                                                                            | 15.05.1946            | пехота       | помощник командира взвода 112-й отдельной разведывательной роты 201-й стрелковой дивизии 1-й ударной армии 2-го Прибалтийского фронта                                                                                        | гвардии старший сержант        | 04.06.1925 — 07.03.1945 | [ БС 12 ] [ ГС 40 ] [ НЛ 39 ]   |
| 41    | Шама́ев Павел Иванович                                                                               | 15.01.1944            | пехота       | стрелок 1323-го стрелкового полка 415-й стрелковой дивизии 61-й армии Центрального фронта | красноармеец                   | 06.08.1898 — 17.10.1943 | [ БС 12 ] [ ГС 41 ] [ НЛ 40 ]   |
| 42    | Шама́ев Павел Степанович                                                                             | 19.04.1945            | пехота       | помощник командира взвода 409-го стрелкового полка 137-й стрелковой дивизии 42-го стрелкового корпуса 48-й армии 3-го Белорусского фронта                                                                                    | старший сержант                | 16.06.1918 — 10.03.1983 | [ БС 12 ] [ ГС 42 ] [ НЛ 41 ]   |
| 43    | Шама́нов Иван Гаврилович                                                                             | 22.01.1944            | авиация      | командир звена 1-го гвардейского минно-торпедного авиационного полка 8-й минно-торпедной авиационной дивизии ВВС Балтийского флота                                                                                           | гвардии капитан                | 25.09.1908 — 18.03.1982 | [ БС 12 ] [ ГС 43 ] [ НЛ 42 ]   |
| 44    | Шама́нский Анатолий Фёдорович                                                                        | 10.04.1945            | авиация      | командир эскадрильи 156-го гвардейского истребительного авиационного полка 12-й гвардейской истребительной авиационной дивизии 1-го гвардейского штурмового авиационного корпуса 2-й воздушной армии 1-го Украинского фронта | гвардии старший лейтенант      | 09.11.1918 — 16.07.1966 | [ БС 12 ] [ ГС 44 ] [ НЛ 43 ]   |
| 45    | Шама́рдин Павел Зиновьевич укр. Шамардін Павло Зіновійович                                           | 06.04.1945            | пехота       | командир 33-й гвардейской мотострелковой бригады 9-го гвардейского танкового корпуса 2-й гвардейской танковой армии 1-го Белорусского фронта                                                                                 | гвардии полковник              | 14.12.1907 — 16.04.1976 | [ БС 12 ] [ ГС 45 ] [ НЛ 44 ]   |
| 46    | Шамгу́лов Фаттах Гафурьянович баш. Шәмғолов Фәттәх Ғәфүрйән улы                                      | 15.05.1946            | пехота       | заместитель по строевой части командира 227-го стрелкового полка 183-й стрелковой дивизии 38-й армии 4-го Украинского фронта                                                                                                 | майор                          | 04.08.1921 — 18.04.1945 | [ БС 12 ] [ ГС 46 ] [ НЛ 45 ]   |
| 47    | Шаменко́в Иван Фролович                                                                              | 15.05.1946            | авиация      | командир звена 150-го гвардейского истребительного авиационного полка 13-й гвардейской истребительной авиационной дивизии 3-го гвардейского истребительного авиационного корпуса 5-й воздушной армии 2-го Украинского фронта | гвардии старший лейтенант      | 01.09.1918 — 16.01.1980 | [ БС 13 ] [ ГС 47 ] [ НЛ 46 ]   |
| 48    | Шамка́ев Акрам Беляевич тат. Шамкаев Әкрам Билал улы                                                 | 10.01.1944            | инженер      | понтонёр 135-го отдельного моторизованного понтонно-мостового батальона 6-й понтонно-мостовой бригады РГК в составе 40-й армии Воронежского фронта                                                                           | красноармеец                   | 22.10.1916 — 12.08.1981 | [ БС 13 ] [ ГС 48 ] [ НЛ 47 ]   |
| 49    | Шамра́й Михаил Семёнович укр. Шамрай Михайло Семенович                                               | 11.04.1940            | пехота       | командир роты 257-го стрелкового полка 7-й стрелковой дивизии 7-й армии Северо-Западного фронта | младший лейтенант              | 29.02.1908 — 15.11.1942 | [ БС 13 ] [ ГС 49 ] [ НЛ 48 ]   |
| 50    | Шамсутди́нов Гали Нуруллович тат. Шәмсетдинов Гали Нурулла улы                                       | 23.09.1944            | танкист      | командир танковой роты 56-й гвардейской танковой бригады 7-го гвардейского танкового корпуса 3-й гвардейской танковой армии 1-го Украинского фронта                                                                          | гвардии лейтенант              | 22.05.1915 — 22.07.1944 | [ БС 13 ] [ ГС 50 ] [ НЛ 49 ]   |
| 51    | Шаму́ра Даниил Игнатьевич укр. Шамура Данило Гнатович                                                | 05.05.1942            | пехота       | командир роты противотанковых ружей 970-го стрелкового полка 255-й стрелковой дивизии 57-й армии Южного фронта | старший лейтенант              | 09.12.1918 — 16.12.1997 | [ БС 13 ] [ ГС 51 ] [ НЛ 50 ]   |
| 52    | Ша́мшик Николай Ефимович                                                                             | 13.09.1944            | пехота       | командир отделения взвода пешей разведки 759-го стрелкового полка 163-й стрелковой дивизии 40-й армии 2-го Украинского фронта                                                                                                | старший сержант                | 20.12.1920 — 21.03.1978 | [ БС 13 ] [ ГС 52 ] [ НЛ 51 ]   |
| 53    | Шамшу́р Анатолий Иванович (Шемшур Анатолий Иванович) укр. Шамшур (Шемшур) Анатолій Іванович          | 22.02.1944            | пехота       | командир взвода 50-мм ротных миномётов 184-го гвардейского стрелкового полка 62-й гвардейской стрелковой дивизии 37-й армии Степного фронта                                                                                  | гвардии старший сержант        | 1924 — 04.10.1943       | [ БС 13 ] [ ГС 53 ] [ НЛ 52 ]   |
| 54    | Шамшу́рин Александр Яковлевич                                                                        | 24.03.1945            | пехота       | командир отделения 492-го стрелкового полка 199-й стрелковой дивизии 49-й армии 2-го Белорусского фронта | сержант                        | 25.11.1923 — 15.01.1988 | [ БС 13 ] [ ГС 54 ] [ НЛ 53 ]   |
| 55    | Шамшу́рин Василий Григорьевич                                                                        | 08.02.1943            | авиация      | пилот 7-го гвардейского штурмового авиационного полка 230-й штурмовой авиационной дивизии 4-й воздушной армии Закавказского фронта                                                                                           | гвардии младший лейтенант      | 02.02.1920 — 18.11.1942 | [ БС 14 ] [ ГС 55 ] [ НЛ 54 ]   |
| 56    | Шанау́рин Прокопий Степанович                                                                        | 19.04.1945            | артиллерия   | командир отделения разведки штабной батареи 19-го артиллерийского полка 26-й стрелковой дивизии 90-го стрелкового корпуса 43-й армии 3-го Белорусского фронта                                                                | старший сержант                | 27.09.1919 — 14.10.1960 | [ БС 15 ] [ ГС 56 ] [ НЛ 55 ]   |
| 57    | Шанда́лов Юрий Абрамович (Шандалов Идель Абрамович)                                                  | 15.05.1946            | пехота       | командир роты 674-го стрелкового полка 150-й стрелковой дивизии 79-го стрелкового корпуса 3-й ударной армии 1-го Белорусского фронта                                                                                         | старший лейтенант              | 15.03.1923 — 16.04.1945 | [ БС 15 ] [ ГС 57 ] [ НЛ 56 ]   |
| 58    | Шанду́ла Владимир Никифорович укр. Шандула Володимир Никифорович                                     | 27.06.1945            | авиация      | заместитель командира эскадрильи 162-го гвардейского бомбардировочного авиационного полка 8-й гвардейской бомбардировочной авиационной дивизии 2-й воздушной армии 1-го Украинского фронта                                   | гвардии капитан                | 06.08.1920 — 10.10.1999 | [ БС 15 ] [ ГС 58 ] [ НЛ 57 ]   |
| 59    | Шапа́рь Григорий Иванович укр. Шапар Григорій Іванович                                               | 21.09.1943            | артиллерия   | командир взвода управления батареи 1177-го истребительно-противотанкового артиллерийского полка 14-й истребительно-противотанковой артиллерийской бригады РГК в составе войск Воронежского фронта                            | младший лейтенант              | 15.03.1922 — 07.07.1943 | [ БС 15 ] [ ГС 59 ] [ НЛ 58 ]   |
| 60    | Шапи́ро Валентин Ефимович ивр. ולנטין יפימוביץ' שפירו‎                                                | 15.05.1946            | авиация      | командир звена 31-го гвардейского истребительного авиационного полка 6-й гвардейской истребительной авиационной дивизии 3-го гвардейского истребительного авиационного корпуса 5-й воздушной армии 2-го Украинского фронта   | гвардии старший лейтенант      | 20.07.1922 — 25.09.1996 | [ БС 15 ] [ ГС 60 ] [ НЛ 59 ]   |
| 61    | Ша́пкин Николай Васильевич                                                                           | 22.07.1944            | авиация      | лётчик 43-й авиационной эскадрильи 15-го отдельного разведывательного авиационного полка ВВС Балтийского флота | лейтенант                      | 10.03.1923 — 05.03.1945 | [ БС 16 ] [ ГС 61 ] [ НЛ 60 ]   |
| 62    | Ша́пкин Николай Павлович                                                                             | 29.06.1945            | пехота       | курсант отдельной учебной стрелковой роты 163-й стрелковой дивизии 35-го гвардейского стрелкового корпуса 27-й армии 2-го Украинского фронта                                                                                 | красноармеец                   | 1926 — 18.12.1944       | [ БС 17 ] [ ГС 62 ] [ НЛ 61 ]   |
| 63    | Шапова́л Василий Кондратович (Шаповалов Василий Кондратьевич) укр. Шаповал Василь Кiндратович        | 10.01.1944            | пехота       | стрелок 465-го стрелкового полка 167-й стрелковой дивизии 38-й армии 1-го Украинского фронта | красноармеец                   | 01.01.1925 — 13.03.1979 | [ БС 17 ] [ ГС 63 ] [ НЛ 62 ]   |
| 64    | Шапова́л Григорий Савельевич укр. Шаповал Григорій Савелійович                                       | 23.10.1943            | пехота       | наводчик миномёта 835-го стрелкового полка 237-й стрелковой дивизии 40-й армии Воронежского фронта | красноармеец                   | 23.01.1913 — 27.10.1983 | [ БС 17 ] [ ГС 64 ] [ НЛ 63 ]   |
| 65    | Шапова́ленко Семён Тихонович укр. Шаповаленко Семен Тихонович                                        | 27.03.1942            | пехота       | командир взвода мотострелкового пулемётного батальона 4-й гвардейской танковой бригады 57-й армии Южного фронта | гвардии старшина               | 17.09.1913 — 07.02.1942 | [ БС 17 ] [ ГС 65 ] [ НЛ 64 ]   |
| 66    | Шапова́лов Александр Тимофеевич                                                                      | 01.07.1944            | авиация      | начальник связи эскадрильи 36-го гвардейского бомбардировочного авиационного полка 202-й бомбардировочной авиационной дивизии 4-го бомбардировочного авиационного корпуса 2-й воздушной армии 1-го Украинского фронта        | гвардии старшина               | 09.11.1916 — 29.07.1976 | [ БС 17 ] [ ГС 66 ] [ НЛ 65 ]   |
| 67    | Шапова́лов Афанасий Афанасьевич                                                                      | 31.05.1945            | артиллерия   | командир 282-го гвардейского истребительно-противотанкового артиллерийского полка 3-й гвардейской истребительно-противотанковой артиллерийской бригады РГК в составе 5-й ударной армии 1-го Белорусского фронта              | гвардии подполковник           | 25.03.1908 — 27.09.1978 | [ БС 17 ] [ ГС 67 ] [ НЛ 66 ]   |
| 68    | Шапова́лов Евгений Петрович                                                                          | 31.05.1945            | пехота       | командир 23-й гвардейской мотострелковой бригады 7-го гвардейского танкового корпуса 3-й гвардейской танковой армии 1-го Украинского фронта                                                                                  | гвардии подполковник           | 25.12.1904 — 08.11.1977 | [ БС 17 ] [ ГС 68 ] [ НЛ 67 ]   |
| 69    | Шапова́лов Иван Егорович                                                                             | 24.03.1945            | комиссар     | заместитель по политической части командира батальона 291-го стрелкового полка 63-й стрелковой дивизии 5-й армии 3-го Белорусского фронта                                                                                    | капитан                        | 19.05.1915 — 17.08.1944 | [ БС 18 ] [ ГС 69 ] [ НЛ 68 ]   |
| 70    | Шапова́лов Николай Дмитриевич                                                                        | 24.03.1945            | связисты     | радист 877-го гаубичного артиллерийского полка 25-й гаубичной артиллерийской бригады 7-й артиллерийской дивизии прорыва РГК в составе 46-й армии 2-го Украинского фронта                                                     | красноармеец                   | 23.10.1925 — 01.02.1985 | [ БС 19 ] [ ГС 70 ] [ НЛ 69 ]   |
| 71    | Ша́почка Иван Тимофеевич                                                                             | 15.01.1944            | кавалерия    | помощник командира взвода противотанковых ружей 7-го гвардейского отдельного истребительного противотанкового дивизиона 7-го гвардейского кавалерийского корпуса 61-й армии Центрального фронта                              | гвардии красноармеец           | 28.09.1909 — 22.06.1994 | [ БС 19 ] [ ГС 71 ] [ НЛ 70 ]   |
| 72    | Ша́почкин Михаил Фирсович                                                                            | 30.10.1943            | комиссар     | комсорг батальона 120-го стрелкового полка 69-й стрелковой дивизии 65-й армии Центрального фронта | ефрейтор                       | 08.11.1921 — 20.01.1993 | [ БС 19 ] [ ГС 72 ] [ НЛ 71 ]   |
| 73    | Ша́пошников Александр Иванович                                                                       | 29.03.1942            | авиация      | заместитель командира эскадрильи 751-го авиационного полка 17-й авиационной дивизии дальнебомбардировочной авиации | капитан                        | 24.08.1912 — 10.01.1967 | .                               |
| 74    | Ша́пошников Владимир Михайлович                                                                      | 29.06.1945            | инженер      | начальник штаба 2-й гвардейской моторизованной штурмовой инженерно-сапёрной бригады 11-й гвардейской армии 3-го Белорусского фронта                                                                                          | гвардии подполковник           | 15.07.1910 — 25.06.1975 | [ БС 19 ] [ ГС 74 ] [ НЛ 73 ]   |
| 75    | Ша́пошников Матвей Кузьмич укр. Шапошников Матвій Кузьмович                                          | 10.01.1944            | танкист      | командир 178-й танковой бригады 10-го танкового корпуса 40-й армии Воронежского фронта | полковник                      | 29.11.1906 — 25.06.1994 | [ БС 19 ] [ ГС 75 ] [ НЛ 74 ]   |
| 76    | Ша́пошников Яков Фёдорович                                                                           | 31.03.1943            | пехота       | стрелок 4-й гвардейской стрелковой бригады 9-й армии Закавказского фронта | гвардии красноармеец           | 16.11.1905 — 21.05.1981 | [ БС 20 ] [ ГС 76 ] [ НЛ 75 ]   |
| 77    | Шапша́ев Иван Леонтьевич                                                                             | 15.05.1946            | пехота       | командир 19-го гвардейского стрелкового полка 8-й гвардейской стрелковой дивизии 10-й гвардейской армии 2-го Прибалтийского фронта                                                                                           | гвардии подполковник           | 1910 — 02.10.1967       | [ БС 21 ] [ ГС 77 ] [ НЛ 76 ]   |
| 78    | Шараба́рин Николай Александрович                                                                     | 29.10.1943            | пехота       | стрелок 529-го стрелкового полка 163-й стрелковой дивизии 38-й армии Воронежского фронта | красноармеец                   | 23.03.1907 — 12.03.2002 | [ БС 21 ] [ ГС 78 ] [ НЛ 77 ]   |
| 79    | Шара́па Владимир Ефимович укр. Шарапа Володимир Юхимович                                             | 21.03.1940            | авиация      | штурман эскадрильи 44-го скоростного бомбардировочного авиационного полка 55-й скоростной бомбардировочной авиационной бригады ВВС 7-й армии Северо-Западного фронта                                                         | старший лейтенант              | 12.08.1913 — 21.04.1990 | [ БС 21 ] [ ГС 79 ] [ НЛ 78 ]   |
| 80    | Шардако́в Игорь Александрович                                                                        | 08.09.1943            | авиация      | заместитель командира и штурман эскадрильи 5-го гвардейского истребительного авиационного полка 207-й истребительной авиационной дивизии 3-го смешанного авиационного корпуса 17-й воздушной армии Юго-Западного фронта      | гвардии старший лейтенант      | 19.04.1922 — 02.08.1982 | [ БС 21 ] [ ГС 80 ] [ НЛ 79 ]   |
| 81    | Шаре́нко Василий Денисович укр. Шаренко Василь Денисович                                             | 13.04.1944            | авиация      | командир эскадрильи 100-го гвардейского истребительного авиационного полка 9-й гвардейской истребительной авиационной дивизии 8-й воздушной армии 4-го Украинского фронта                                                    | гвардии капитан                | 21.03.1916 — 30.07.1944 | [ БС 21 ] [ ГС 81 ] [ НЛ 80 ]   |
| 82    | Шаре́нко Василий Петрович укр. Шаренко Василь Петрович                                               | 21.07.1944            | артиллерия   | командир орудия взвода противотанковой обороны 1-го отдельного стрелкового батальона 70-й морской стрелковой бригады 7-й армии Карельского фронта                                                                            | старшина                       | 04.04.1911 — 30.03.1985 | [ БС 21 ] [ ГС 82 ] [ НЛ 81 ]   |
| 83    | Ша́риков Александр Николаевич                                                                        | 16.05.1944            | артиллерия   | командир орудия 28-го отдельного истребительно-противотанкового артиллерийского дивизиона 383-й стрелковой дивизии 16-го стрелкового корпуса Отдельной Приморской армии                                                      | старший сержант                | 15.12.1919 — 23.04.1944 | [ БС 21 ] [ ГС 83 ] [ НЛ 82 ]   |
| 84    | Ша́риков Николай Григорьевич                                                                         | 13.09.1944            | пехота       | командир батальона 573-го стрелкового полка 195-й стрелковой дивизии 6-го гвардейского стрелкового корпуса 37-й армии 3-го Украинского фронта                                                                                | старший лейтенант              | 27.12.1922 — 08.08.1991 | [ БС 22 ] [ ГС 84 ] [ НЛ 83 ]   |
| 85    | Шари́пов Иргаш Касымович (Шарипов Эргаш Касымович; Шарифов Эргаш) тадж. Шарипов Эргаш; Шарифов Эргаш | 15.05.1946            | артиллерия   | командир огневого взвода 387-го артиллерийского полка 40-й армии 2-го Украинского фронта | младший лейтенант              | 14.02.1913 — 22.04.1945 | [ БС 23 ] [ ГС 85 ] [ НЛ 84 ]   |
| 86    | Шари́пов Исмат (Шарифов Исмат) тадж. Шарифов Исмат                                                   | 13.09.1944            | пехота       | стрелок 861-го стрелкового полка 294-й стрелковой дивизии 73-го стрелкового корпуса 52-й армии 2-го Украинского фронта | красноармеец                   | 1915 — 04.03.1945       | [ БС 23 ] [ ГС 86 ] [ НЛ 85 ]   |
| 87    | Шари́пов Нурмы Халяфович тат. Шәрипов Нурмөхәммәт Хәләфетдин улы                                     | 23.09.1944            | пехота       | командир отделения взвода разведки роты управления 53-й гвардейской танковой бригады 6-го гвардейского танкового корпуса 3-й гвардейской танковой армии 1-го Украинского фронта                                              | гвардии сержант                | 25.02.1925 — 27.07.1944 | [ БС 23 ] [ ГС 87 ] [ НЛ 86 ]   |
| 88    | Шари́пов Фатых Зарипович тат. Шәрипов Фатыйх Зариф улы                                               | 10.01.1944            | танкист      | командир танковой роты 398-го танкового батальона 183-й танковой бригады 10-го танкового корпуса 40-й армии Воронежского фронта                                                                                              | старший лейтенант              | 20.01.1921 — 29.06.1995 | [ БС 23 ] [ ГС 88 ] [ НЛ 87 ]   |
| 89    | Шарко́ Николай Филиппович бел. Шарко Мікалай Піліпавіч                                               | 24.03.1945            | пехота       | командир роты 244-го гвардейского стрелкового полка 82-й гвардейской стрелковой дивизии 8-й гвардейской армии 1-го Белорусского фронта                                                                                       | гвардии капитан                | 02.01.1924 — 04.07.1997 | [ БС 24 ] [ ГС 89 ] [ НЛ 88 ]   |
| 90    | Шарко́в Алексей Николаевич                                                                           | 24.03.1945            | артиллерия   | командир орудия истребительно-противотанковой батареи 317-го стрелкового полка 92-й стрелковой дивизии 23-й армии Ленинградского фронта                                                                                      | старший сержант                | 25.02.1908 — 15.07.1970 | [ БС 25 ] [ ГС 90 ] [ НЛ 89 ]   |
| 91    | Шарко́в Валентин Иванович                                                                            | 23.02.1945            | авиация      | заместитель командира эскадрильи 218-го штурмового авиационного полка 11-й гвардейской штурмовой авиационной дивизии 16-й воздушной армии 1-го Белорусского фронта                                                           | старший лейтенант              | 04.09.1923 — 28.04.1983 | [ БС 25 ] [ ГС 91 ] [ НЛ 90 ]   |
| 92    | Ша́рма Ракеш хинди शर्मा राकेश                                                                           | 11.04.1984            | космонавт    | космонавт-исследователь космического корабля «Союз Т-11» и орбитального научно-исследовательского комплекса: орбитальной станции «Салют-7» — космического корабля «Союз Т-10»                                                | майор ВВС Республики Индия     | род. 13.01.1949         | ——                              |
| 93    | Ша́ров Александр Акимович                                                                            | 27.02.1945            | пехота       | командир роты 273-го гвардейского стрелкового полка 89-й гвардейской стрелковой дивизии 5-й ударной армии 1-го Белорусского фронта                                                                                           | гвардии старший лейтенант      | 15.11.1906 — 03.08.1957 | [ БС 25 ] [ ГС 93 ] [ НЛ 91 ]   |
| 94    | Ша́ров Алексей Михайлович                                                                            | 18.08.1945            | авиация      | командир звена 190-го штурмового авиационного полка 214-й штурмовой авиационной дивизии 15-й воздушной армии 2-го Прибалтийского фронта                                                                                      | лейтенант                      | 12.03.1917 — 03.10.1977 | [ БС 25 ] [ ГС 94 ] [ НЛ 92 ]   |
| 95    | Ша́ров Василий Васильевич                                                                            | 21.03.1940            | авиация      | командир эскадрильи 48-го скоростного бомбардировочного авиационного полка 18-й скоростной бомбардировочной авиационной бригады ВВС 7-й армии Северо-Западного фронта                                                        | капитан                        | 23.12.1909 — 28.05.1942 | [ БС 25 ] [ ГС 95 ] [ НЛ 93 ]   |
| 96    | Ша́ров Дмитрий Михайлович                                                                            | 05.11.1944            | авиация      | начальник штаба 13-го истребительного авиационного полка 9-й штурмовой авиационной дивизии ВВС Балтийского флота | гвардии майор                  | 01.11.1918 — 15.04.1952 | [ БС 25 ] [ ГС 96 ] [ НЛ 94 ]   |
| 97    | Ша́ров Иван Александрович                                                                            | 21.04.1943            | артиллерия   | командир 24-го отдельного истребительно-противотанкового артиллерийского дивизиона 351-й стрелковой дивизии 58-й армии Северо-Кавказского фронта                                                                             | майор                          | 29.08.1911 — 07.02.1943 | [ БС 25 ] [ ГС 97 ] [ НЛ 95 ]   |
| 98    | Ша́ров Маркел Потапович                                                                              | 24.03.1945            | пехота       | помощник командира взвода 1266-го стрелкового полка 385-й стрелковой дивизии 50-й армии 2-го Белорусского фронта | старший сержант                | 27.02.1912 — 27.03.1995 | [ БС 25 ] [ ГС 98 ] [ НЛ 96 ]   |
| 99    | Ша́ров Николай Дмитриевич                                                                            | 24.03.1945            | артиллерия   | командир батареи 473-го артиллерийского полка 99-й стрелковой дивизии 2-го Украинского фронта | лейтенант                      | 27.07.1916 — 28.03.2002 | [ БС 27 ] [ ГС 99 ] [ НЛ 97 ]   |
| 100   | Ша́ров Павел Степанович                                                                              | 23.02.1945            | авиация      | заместитель командира эскадрильи 723-го штурмового авиационного полка 211-й штурмовой авиационной дивизии 3-й воздушной армии 1-го Прибалтийского фронта                                                                     | старший лейтенант              | 16.07.1922 — 04.10.2004 | [ БС 28 ] [ ГС 100 ] [ НЛ 98 ]  |
| 101   | Шаро́нов Борис Григорьевич                                                                           | 24.03.1945            | пехота       | командир отделения 738-го стрелкового полка 134-й стрелковой дивизии 61-го стрелкового корпуса 69-й армии 1-го Белорусского фронта                                                                                           | старший сержант                | 19.10.1925 — 30.05.1982 | [ БС 28 ] [ ГС 101 ] [ НЛ 99 ]  |
| 102   | Шаро́нов Михаил Фёдорович                                                                            | 13.02.1944            | авиация      | командир эскадрильи 191-го истребительного авиационного полка 275-й истребительной авиационной дивизии 13-й воздушной армии Ленинградского фронта                                                                            | старший лейтенант              | 02.10.1914 — 17.01.1944 | [ БС 28 ] [ ГС 102 ] [ НЛ 100 ] |
| 103   | Шаро́нов Фёдор Степанович                                                                            | 29.06.1945            | артиллерия   | командир орудия 623-го артиллерийского полка 183-й стрелковой дивизии 38-й армии 4-го Украинского фронта | сержант                        | 29.06.1912 — 13.02.1945 | [ БС 28 ] [ ГС 103 ] [ НЛ 101 ] |
| 104   | Шаро́хин Михаил Николаевич                                                                           | 28.04.1945            | генерал      | командующий 57-й армией 3-го Украинского фронта | генерал-лейтенант              | 23.11.1898 — 19.09.1974 | [ БС 28 ] [ ГС 104 ] [ НЛ 102 ] |
| 105   | Шарпи́ло Пётр Демьянович укр. Шарпило Петро Дем'янович                                               | 24.03.1945            | пехота       | командир отделения 1-го стрелкового полка 99-й стрелковой дивизии 46-й армии 2-го Украинского фронта | старший сержант                | 1926 — 05.12.1944       | [ БС 28 ] [ ГС 105 ] [ НЛ 103 ] |
| 106   | Шару́ев Николай Петрович                                                                             | 24.03.1945            | пехота       | командир отделения 180-го гвардейского стрелкового полка 60-й гвардейской стрелковой дивизии 5-й ударной армии 1-го Белорусского фронта                                                                                      | гвардии старший сержант        | 07.10.1914 — 18.02.1975 | [ БС 28 ] [ ГС 106 ] [ НЛ 104 ] |
| 107   | Шары́пов Абрам Григорьевич                                                                           | 04.06.1944            | пехота       | стрелок 247-го стрелкового полка 37-й стрелковой дивизии 22-й армии 2-го Прибалтийского фронта | ефрейтор                       | 01.09.1900 — 11.04.1944 | [ БС 29 ] [ ГС 107 ] [ НЛ 105 ] |
| 108   | Шары́пов Николай Сергеевич                                                                           | 03.02.1940            | ―            | машинист ледокольного парохода «Георгий Седов» Главного управления Северного морского пути | —                              | 28.11.1915 — 16.12.1979 | ——                              |
| 109   | Шата́ев Николай Иванович                                                                             | 15.05.1946            | авиация      | заместитель командира 3-го гвардейского бомбардировочного авиационного полка 2-й гвардейской бомбардировочной авиационной дивизии 2-го гвардейского бомбардировочного авиационного корпуса 18-й воздушной армии              | гвардии майор                  | 05.04.1914 — 08.02.1990 | [ БС 30 ] [ ГС 109 ] [ НЛ 106 ] |
| 110   | Шата́лин Алексей Николаевич                                                                          | 22.07.1944            | артиллерия   | командир орудия 60-го гвардейского отдельного истребительно-противотанкового дивизиона 51-й гвардейской стрелковой дивизии 6-й гвардейской армии 1-го Прибалтийского фронта                                                  | гвардии старший сержант        | 27.03.1908 — 26.07.1944 | [ БС 30 ] [ ГС 110 ] [ НЛ 107 ] |
| 111   | Шата́лин Иван Иванович                                                                               | 18.08.1945            | авиация      | командир эскадрильи 103-го штурмового авиационного полка 230-й штурмовой авиационной дивизии 4-й воздушной армии 2-го Белорусского фронта                                                                                    | старший лейтенант              | 13.07.1922 — 10.02.2001 | [ БС 30 ] [ ГС 111 ] [ НЛ 108 ] |
| 112   | Шата́лкин Александр Васильевич                                                                       | 09.02.1944            | артиллерия   | наводчик орудия 317-го гвардейского истребительно-противотанкового артиллерийского полка 1-го Украинского фронта | гвардии сержант                | 19.02.1924 — 26.12.1946 | [ БС 30 ] [ ГС 112 ] [ НЛ 109 ] |
| 113   | Шата́лов Владимир Александрович                                                                      | 22.01.1969 22.10.1969 | космонавт    | командир космического корабля «Союз-4» командир космического корабля «Союз-8» | полковник                      | 08.12.1927 — 15.06.2021 | ――                              |
| 114   | Шати́ло Ким Дмитриевич                                                                               | 10.03.1944            | танкист      | командир танка Т-34 84-го отдельного танкового полка 63-й механизированной бригады 7-го механизированного корпуса 2-го Украинского фронта                                                                                    | младший лейтенант              | 30.10.1924 — 10.01.1964 | [ БС 30 ] [ ГС 114 ] [ НЛ 110 ] |
| 115   | Шати́ло Михаил Федосеевич укр. Шатило Михайло Федосійович                                            | 29.06.1945            | авиация      | командир звена 76-го гвардейского штурмового авиационного полка 1-й гвардейской штурмовой авиационной дивизии 1-й воздушной армии 3-го Белорусского фронта                                                                   | гвардии старший лейтенант      | 22.11.1919 — 12.08.2013 | [ БС 31 ] [ ГС 115 ] [ НЛ 111 ] |
| 116   | Шати́лов Василий Митрофанович                                                                        | 29.05.1945            | генерал      | командир 150-й стрелковой дивизии 79-го стрелкового корпуса 3-й ударной армии 1-го Белорусского фронта | генерал-майор                  | 17.02.1902 — 16.02.1995 | [ БС 32 ] [ ГС 116 ] [ НЛ 112 ] |
| 117   | Ша́тин Геннадий Николаевич                                                                           | 15.05.1946            | авиация      | командир звена 175-го гвардейского штурмового авиационного полка 11-й гвардейской штурмовой авиационной дивизии 16-й воздушной армии 1-го Белорусского фронта                                                                | гвардии младший лейтенант      | 31.08.1921 — 02.03.1994 | [ БС 32 ] [ ГС 117 ] [ НЛ 113 ] |
| 118   | Ша́тов Михаил Григорьевич                                                                            | 23.02.1945            | авиация      | старший лётчик 7-го гвардейского штурмового авиационного полка 230-й штурмовой авиационной дивизии 4-й воздушной армии 2-го Белорусского фронта                                                                              | гвардии лейтенант              | 18.11.1919 — 13.09.1967 | [ БС 32 ] [ ГС 118 ] [ НЛ 114 ] |
| 119   | Шато́хин Афанасий Ильич                                                                              | 13.09.1944            | пехота       | стрелок 136-го гвардейского стрелкового полка 42-й гвардейской стрелковой дивизии 40-й армии 2-го Украинского фронта | гвардии красноармеец           | 20.02.1926 — 14.08.1989 | [ БС 32 ] [ ГС 119 ] [ НЛ 115 ] |
| 120   | Шато́хин Иван Григорьевич                                                                            | 03.06.1944            | пехота       | командир роты 172-го гвардейского стрелкового полка 57-й гвардейской стрелковой дивизии 8-й гвардейской армии 3-го Украинского фронта                                                                                        | гвардии младший лейтенант      | 15.11.1921 — 08.02.1944 | [ БС 32 ] [ ГС 120 ] [ НЛ 116 ] |
| 121   | Шатро́в Виктор Степанович                                                                            | 22.02.1944            | десантники   | командир батальона 3-го гвардейского воздушно-десантного полка 1-й гвардейской воздушно-десантной дивизии 37-й армии Степного фронта                                                                                         | гвардии старший лейтенант      | 15.11.1914 — 26.12.1984 | [ БС 33 ] [ ГС 121 ] [ НЛ 117 ] |
| 122   | Шатро́в Николай Константинович                                                                       | 02.03.1938            | танкист      | командир танковой роты 1-го отдельного интернационального танкового полка в войсках республиканской Испании | старший лейтенант              | 03.12.1905 — 22.10.1937 | ——                              |
| 123   | Шатро́в Фёдор Анисимович                                                                             | 13.03.1944            | авиация      | командир корабля 25-го гвардейского авиационного полка 45-й авиационной дивизии авиации дальнего действия | гвардии капитан                | 24.12.1914 — 15.09.1990 | [ БС 34 ] [ ГС 123 ] [ НЛ 118 ] |
| 124   | Шаумя́н Иван Константинович арм. Շահումյան Իվան                                                      | 30.10.1943            | пехота       | командир отделения взвода химической защиты 120-го стрелкового полка 69-й стрелковой дивизии 65-й армии Центрального фронта                                                                                                  | сержант                        | 15.10.1910 — 25.10.1992 | [ БС 34 ] [ ГС 124 ] [ НЛ 119 ] |
| 125   | Шафра́нов Пётр Григорьевич                                                                           | 19.04.1945            | генерал      | командующий 31-й армией 3-го Белорусского фронта | генерал-лейтенант              | 09.01.1901 — 04.11.1972 | [ БС 34 ] [ ГС 125 ] [ НЛ 120 ] |
| 126   | Шафро́в Александр Филиппович                                                                         | 23.10.1943            | пехота       | командир роты автоматчиков 565-го стрелкового полка 161-й стрелковой дивизии 40-й армии Воронежского фронта | старший лейтенант              | 12.11.1909 — 20.08.1988 | [ БС 34 ] [ ГС 126 ] [ НЛ 121 ] |
| 127   | Шахворо́стов Андрей Евгеньевич                                                                       | 31.07.1986            | пехота       | заместитель командира мотострелковой роты 682-го мотострелкового полка 108-й мотострелковой дивизии в составе 40-й армии ограниченного контингента советских войск в Афганистане                                             | лейтенант                      | 23.02.1963 — 14.12.1985 | ——                              |
| 128   | Шахворо́стов Сергей Михайлович                                                                       | 22.02.1944            | инженер      | командир отделения сапёрного взвода 273-го гвардейского стрелкового полка 89-й гвардейской стрелковой дивизии 37-й армии Степного фронта                                                                                     | гвардии младший сержант        | 29.08.1924 — 16.06.2001 | [ БС 34 ] [ ГС 128 ] [ НЛ 122 ] |
| 129   | Шахмато́в Семён Семёнович                                                                            | 08.09.1945            | пехота       | командир взвода 630-го стрелкового полка 388-й стрелковой дивизии 15-й армии 2-го Дальневосточного фронта | лейтенант                      | 22.01.1915 — 28.12.1981 | [ БС 34 ] [ ГС 129 ] [ НЛ 123 ] |
| 130   | Шахно́вич Моисей Давидович ивр. מויסיי דוידוביץ' שאחנוביץ'‎                                           | 01.11.1943            | артиллерия   | командир батареи 321-го артиллерийского полка 91-й стрелковой дивизии 51-й армии Южного фронта | капитан                        | 15.05.1918 — 19.10.1982 | [ БС 35 ] [ ГС 130 ] [ НЛ 124 ] |
| 131   | Ша́хов Андрей Исаевич                                                                                | 28.04.1945            | комиссар     | начальник политотдела 41-й гвардейской стрелковой дивизии 4-й гвардейской армии 3-го Украинского фронта | гвардии полковник              | 07.11.1911 — 18.04.1997 | [ БС 36 ] [ ГС 131 ] [ НЛ 125 ] |
| 132   | Шаховце́в Михаил Андреевич                                                                           | 24.03.1945            | пехота       | заместитель по строевой части командира 140-го гвардейского стрелкового полка 47-й гвардейской стрелковой дивизии 8-й гвардейской армии 1-го Белорусского фронта                                                             | гвардии майор                  | 21.11.1913 — 14.08.1944 | [ БС 36 ] [ ГС 132 ] [ НЛ 126 ] |
| 133   | Шахт Эрнст Генрихович нем. Schacht Ernst                                                            | 31.12.1936            | авиация      | командир 1-й бомбардировочной эскадрильи в войсках республиканской Испании | майор                          | 14.04.1904 — 23.02.1942 | ——                              |
| 134   | Ша́цких Василий Андреевич                                                                            | 24.03.1945            | пехота       | автоматчик роты автоматчиков 997-го стрелкового полка 263-й стрелковой дивизии 51-й армии 4-го Украинского фронта | красноармеец                   | 1903 — 01.04.1956       | [ БС 36 ] [ ГС 134 ] [ НЛ 127 ] |
| 135   | Ша́шкин Николай Тимофеевич                                                                           | 01.11.1943            | артиллерия   | командир отделения 50-мм ротных миномётов 167-го отдельного пулемётно-артиллерийского батальона 116-го укреплённого района 51-й армии 4-го Украинского фронта                                                                | сержант                        | 08.05.1923 — 12.02.2020 | [ БС 36 ] [ ГС 135 ] [ НЛ 128 ] |
| 136   | Шашко́в Виктор Григорьевич                                                                           | 04.06.1944            | танкист      | командир взвода танков Т-34 198-го танкового полка 6-й гвардейской кавалерийской дивизии 3-го гвардейского кавалерийского корпуса 1-го Прибалтийского фронта                                                                 | лейтенант                      | 20.12.1922 — 08.07.1991 | [ БС 36 ] [ ГС 136 ] [ НЛ 129 ] |
| 137   | Шашко́в Герман Петрович                                                                              | 24.03.1945            | пехота       | автоматчик роты автоматчиков 34-го гвардейского отдельного тяжёлого танкового полка прорыва 8-й гвардейской армии 1-го Белорусского фронта                                                                                   | гвардии сержант                | 1925 — 15.01.1945       | [ БС 36 ] [ ГС 137 ] [ НЛ 130 ] |
| 138   | Шашло́ Тимофей Максимович укр. Шашло Тимофій Максимович                                              | 20.11.1941            | танкист      | командир танка 1-го танкового полка 1-й танковой бригады 21-й армии Юго-Западного фронта | старший сержант                | 21.02.1915 — 22.10.1989 | [ БС 37 ] [ ГС 138 ] [ НЛ 131 ] |
| 139   | Шашло́в Яков Афанасьевич                                                                             | 15.05.1946            | авиация      | заместитель командира 18-го гвардейского бомбардировочного авиационного полка 2-й гвардейской бомбардировочной авиационной дивизии 2-го гвардейского бомбардировочного авиационного корпуса 18-й воздушной армии             | гвардии майор                  | 13.06.1915 — 23.12.1956 | [ БС 38 ] [ ГС 139 ] [ НЛ 132 ] |
| 140   | Шва́рцман Моисей Фроимович ивр. מויסיי פרוימוביץ' שוורצמן‎                                            | 22.07.1944            | комиссар     | заместитель по политической части командира батальона 1124-го стрелкового полка 334-й стрелковой дивизии 43-й армии 1-го Прибалтийского фронта                                                                               | майор                          | 03.11.1911 — 25.06.1944 | [ БС 38 ] [ ГС 140 ] [ НЛ 133 ] |
| 141   | Швачко́ Яков Яковлевич укр. Швачко Яків Якович                                                       | 22.01.1944            | морской флот | командир отделения мотористов десантного бота № 21 2-го дивизиона Охраны водного района Новороссийской военно-морской базы Черноморского флота                                                                               | старшина 2-й статьи            | 19.03.1914 — 01.03.1965 | [ БС 38 ] [ ГС 141 ] [ НЛ 134 ] |
| 142   | Швец Василий Васильевич                                                                             | 30.10.1943            | инженер      | командир взвода 170-го отдельного инженерно-сапёрного батальона 14-й инженерно-сапёрной бригады РГК в составе 65-й армии Центрального фронта                                                                                 | лейтенант                      | 22.11.1923 — 28.09.2003 | [ БС 38 ] [ ГС 142 ] [ НЛ 135 ] |
| 143   | Швец Иван Стефанович                                                                                | 24.03.1945            | пехота       | командир роты 222-го гвардейского стрелкового полка 72-й гвардейской стрелковой дивизии 53-й армии 2-го Украинского фронта                                                                                                   | гвардии лейтенант              | 26.03.1917 — 09.12.1944 | [ БС 38 ] [ ГС 143 ] [ НЛ 136 ] |
| 144   | Швец Степан Иванович укр. Швець Степан Іванович                                                     | 18.09.1943            | авиация      | командир эскадрильи 16-го гвардейского авиационного полка 1-й гвардейской авиационной дивизии 1-го гвардейского авиационного корпуса авиации дальнего действия СССР                                                          | гвардии майор                  | 31.05.1905 — 03.01.1998 | [ БС 38 ] [ ГС 144 ] [ НЛ 137 ] |
| 145   | Швец Ульян Евстафьевич (Швец Ульян Евграфович) укр. Швець Ульян Євстафійович (Євграфович)           | 23.09.1944            | пехота       | командир батальона 545-го стрелкового полка 389-й стрелковой дивизии 3-й гвардейской армии 1-го Украинского фронта | капитан                        | 17.06.1900 — 03.08.1944 | [ БС 38 ] [ ГС 145 ] [ НЛ 138 ] |
| 146   | Швецо́в Иван Иванович                                                                                | 15.01.1944            | кавалерия    | командир пулемётного взвода 52-го гвардейского кавалерийского полка 14-й гвардейской кавалерийской дивизии 7-го гвардейского кавалерийского корпуса Центрального фронта                                                      | гвардии младший лейтенант      | 03.03.1919 — 22.09.1943 | [ БС 39 ] [ ГС 146 ] [ НЛ 139 ] |
| 147   | Швецо́в Степан Фёдорович                                                                             | 26.10.1943            | артиллерия   | командир орудия 87-го гвардейского отдельного истребительно-противотанкового артиллерийского дивизиона 81-й гвардейской стрелковой дивизии 7-й гвардейской армии Степного фронта                                             | гвардии старшина               | 22.02.1913 — 28.01.1975 | [ БС 40 ] [ ГС 147 ] [ НЛ 140 ] |
| 148   | Швыдко́й Павел Васильевич укр. Швидкий Павло Васильович                                              | 31.05.1945            | генерал      | начальник инженерных войск 65-й армии 2-го Белорусского фронта | генерал-майор инженерных войск | 17.11.1906 — 08.03.1961 | [ БС 40 ] [ ГС 148 ] [ НЛ 141 ] |
| 149   | Шеба́лков Андрей Георгиевич                                                                          | 24.03.1945            | пехота       | заместитель командира отделения автоматчиков мотострелкового батальона 34-й гвардейской мотострелковой бригады 12-го гвардейского танкового корпуса 2-й гвардейской танковой армии 1-го Белорусского фронта                  | гвардии старший сержант        | 30.10.1921 — 17.06.1980 | [ БС 40 ] [ ГС 149 ] [ НЛ 142 ] |
| 150   | Шеба́нов Фёдор Акимович                                                                              | 10.10.1951            | авиация      | старший лётчик 196-го истребительного авиационного полка 324-й истребительной авиационной дивизии 64-го истребительного авиационного корпуса                                                                                 | старший лейтенант              | 26.05.1921 — 26.10.1951 | [ БС 40 ] [ ГС 150 ] [ НЛ 143 ] |
| 151   | Шевелёв Антон Антонович                                                                             | 05.11.1944            | авиация      | заместитель командира эскадрильи 30-го гвардейского авиационного полка 48-й авиационной дивизии 8-го авиационного корпуса Авиации дальнего действия СССР                                                                     | гвардии капитан                | 17.01.1918 — 10.05.1981 | [ БС 40 ] [ ГС 151 ] [ НЛ 144 ] |
| 152   | Шевелёв Виктор Семёнович                                                                            | 15.01.1944            | пехота       | стрелок 218-го гвардейского стрелкового полка 77-й гвардейской стрелковой дивизии 61-й армии Центрального фронта | гвардии красноармеец           | 1925 — 14.01.1944       | [ БС 41 ] [ ГС 152 ] [ НЛ 145 ] |

| Навигационная таблица | Навигационная таблица              |
| --------------------- | ---------------------------------- |
| «Ш»                   | Шабалин Александр — Шевелёв Виктор |
| «Ш»                   | Шевелёв Марк — Шишкин Михаил       |
| «Ш»                   | Шишкин Николай — Шушин Иван        |